# Paolo Cognetti
Paolo Cognetti   (Milà, 27 de gener de 1978) és un escriptor italià, guanyador del Premi Strega el 2017 amb la novel·la Les vuit muntanyes.

## Obres

### Narrativa
- Fare ordine. [Genere: storia d'amore; 1 racconto da 5 fermate]. Milà : Ajuntament, 2003.
- Manuale per ragazze di successo dins La qualità dell'aria. Storie di questo tempo, a cura de Nicola Lagioia i Christian Raimo. Roma : Minimum fax, 2004. ISBN 88-7521-012-8.
- Manuale per ragazze di successo. Roma : Minimum fax, 2004. ISBN 88-7521-034-9. [set contes. Finalista Premio Bergamo 2005]
- Una cosa piccola che sta per esplodere. Roma : Minimum fax, 2007. ISBN 978-88-7521-137-0. [recull de cinc contes. Guanyador del Premio Settembrini 2008, secció joves. Finalista del Premio Chiara 2008. Guanyador del Premio Renato Fucini 2009]
- Sofia si veste sempre di nero. Roma : Minimum fax, 2012. ISBN 978-88-7521-440-1. [Finalista Premi Strega 2013]
- Il nuotatore, amb Mara Cerri. Roma : Orecchio Acerbo, 2013. ISBN 978-88-96806-66-1.
- Le otto montagne. Torino : Einaudi,2016. ISBN 978-88-06-22672-5 / Traducció catalana de Xavier Valls i Guinovart: Les vuit muntanyes. Barcelona : Navona, 2018. ISBN 9788417181192
- I lanciatori, in effe – Periodico di Altre Narratività, numero 6, 2017.

### Assaig
- New York è una finestra senza tende, amb DVD. Bari : Laterza, 2010. ISBN 978-88-420-9218-6. [primera part d'una guia de Nova York]
- Il ragazzo selvatico. Quaderno di montagna. Milano : Terre di Mezzo, 2013. ISBN 978-88-6189-235-4. / Traducció al català de Miquel Izquierdo: El noi silvestre. Barcelona : Minúscula, 2018. ISBN 9788494675492
- Tutte le mie preghiere guardano verso Ovest. TorÍ : Edt, 2014. ISBN 978-88-592-0450-3. [segona part d'una guia de Nova York]
- A pesca nelle pozze più profonde. Meditazioni sull'arte di scrivere racconti. Roma : Minimum fax, 2014. ISBN 978-88-7521-594-1.